# Eastman Johnson

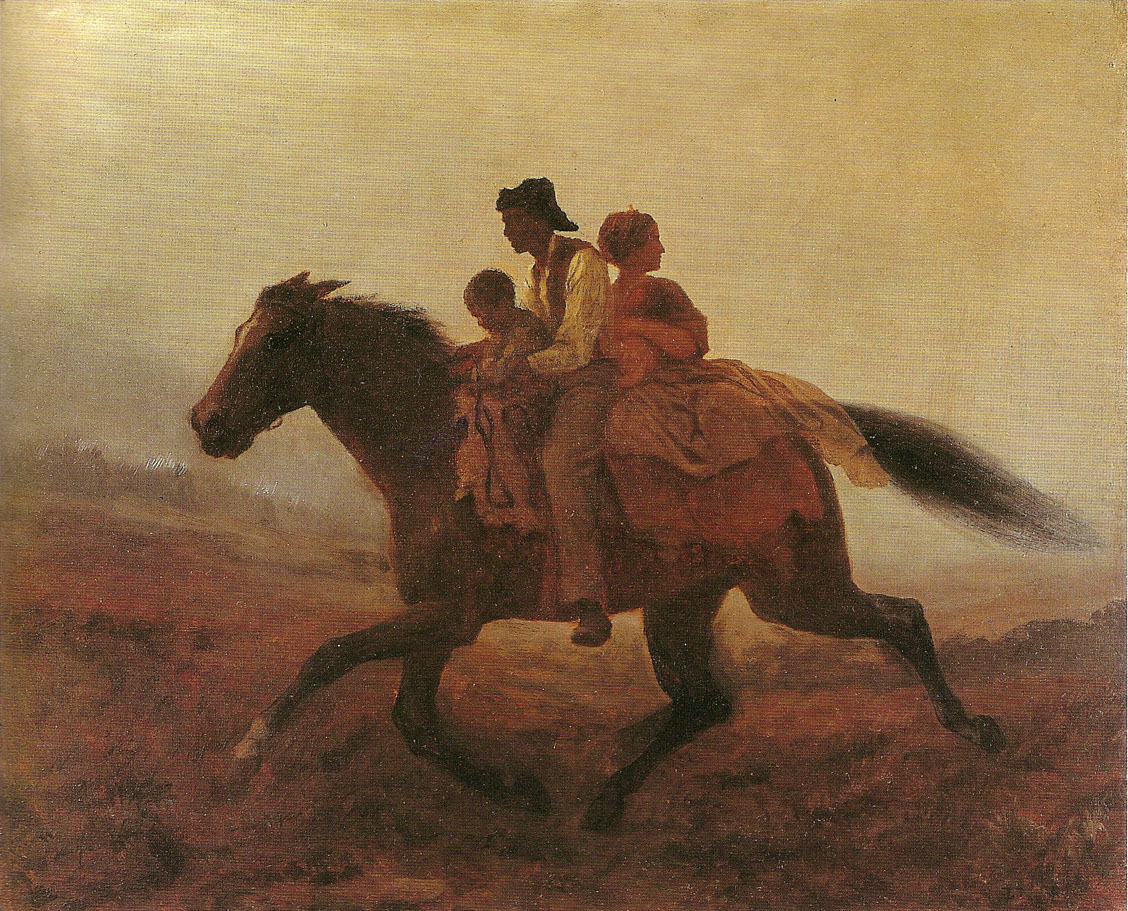
Droga do Wolności (A Ride for Freedom – The Fugitive Slaves), 1862

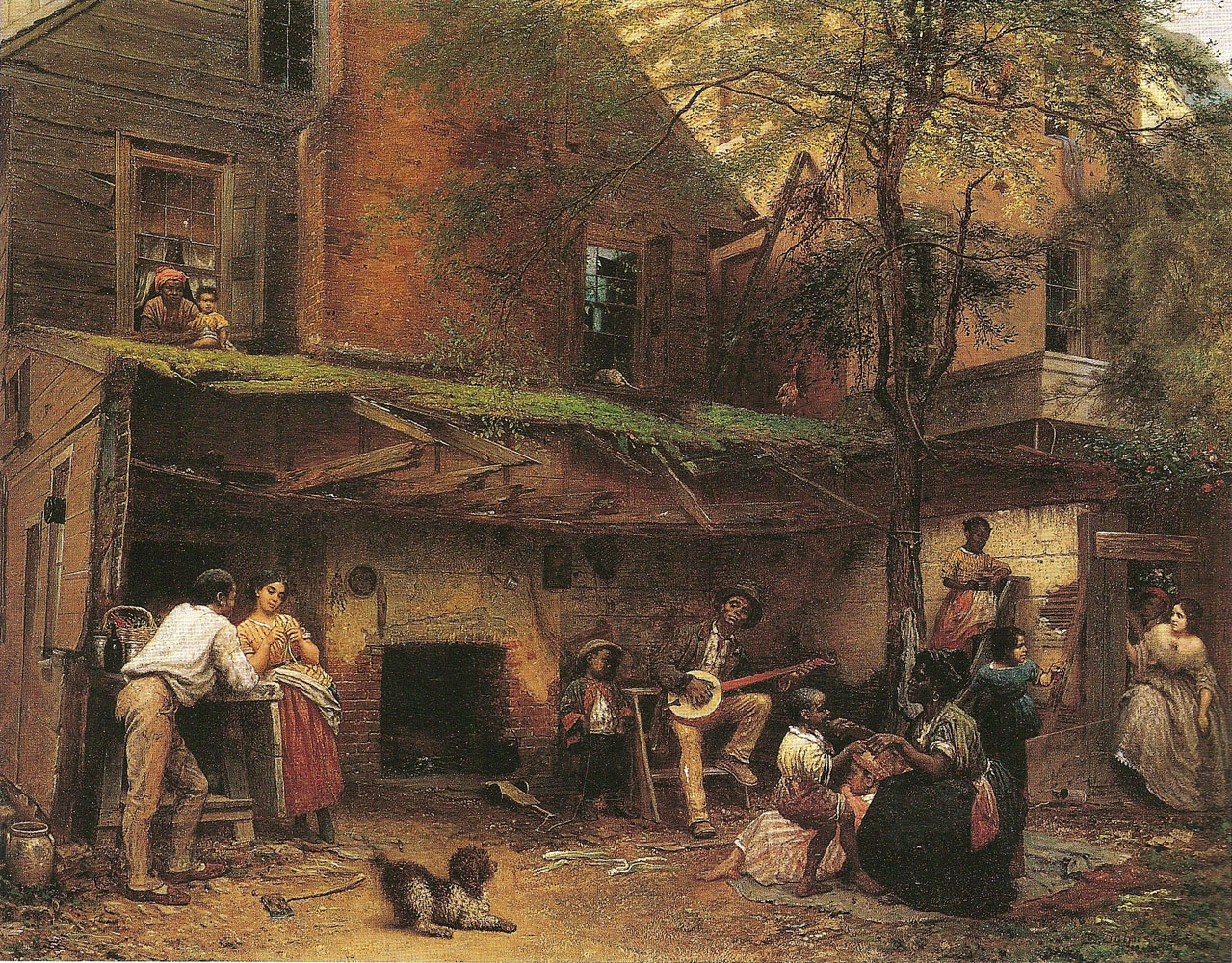
Życie Murzynów na Południu (Negro Life at the South), 1859

Eastman Johnson (ur. 29 lipca 1824 w Lovell, zm. 5 kwietnia 1906 w Nowym Jorku) – amerykański malarz, założyciel i współpracownik Metropolitan Museum of Art w Nowym Jorku.

## Życiorys
Urodził się jako ósme i ostatnie dziecko Carrigana Philipa Johnsona sekretarza stanu Maine i Marii Kimball Chandler. Początkowo zajmował się litografią w Bostonie. Studiował dwa lata w Królewskiej Akademii w Düsseldorfie w Niemczech. Po krótkiej wizycie we Francji i Włoszech spędził trzy i pół roku w Hadze. Studiując dzieła holenderskich i flamandzkich mistrzów, osiągnął taką biegłość w ich naśladowaniu, że zyskał przydomek amerykańskiego Rembrandta. W 1855, po dwumiesięcznym pobycie w Paryżu u Thomasa Couture, powrócił do Ameryki i ok. 1860 osiedlił się na stałe w Nowym Jorku. Był m.in. członkiem Union League Club of New York.

## Twórczość
Johnson zajmował się ilustrowaniem życia codziennego Ameryki, brał udział w wojnie secesyjnej po stronie Unii. Malował Indian Ojibwa w stanie Wisconsin i życie Afroamerykanów w latach 60. i 70. XIX w. Artysta z powodzeniem zajmował się również portretem, stworzył podobizny wielu wybitnych Amerykanów takich jak: Abraham Lincoln, Nathaniel Hawthorne, Ralph Waldo Emerson, i Henry Wadsworth Longfellow. Był czołowym przedstawicielem realizmu amerykańskiego w II połowie XIX w.

## Wybrane prace
- At the Maple Sugar Camp (1870)
- Cachette (1867)
- Cranberry Pickers, Nantucket (1879)
- Dinah, Portrait of a Negress (1866)
- Ethel Eastman Johnson Conkling with Fan (1895)
- Feather Duster Boy (1880)
- Girl in Barn (1877)
- Hannah Amidst the Vines (1859)
- Lunchtime (1865)
- Portrait of Captain Charles Myrick (1879)
- Portrait of James G. Wilson (1876)
- Union Soldiers Accepting a Drink (1865)